# Монталто ди Кастро
Монталто ди Кастро (итал. Montalto di Castro) је насеље у Италији у округу Витербо, региону Лацио.
Према процени из 2011. у насељу је живело 4623 становника. Насеље се налази на надморској висини од 38 м.

## Становништво
Према резултатима пописа становништва 2011. у општини је живело 8.770 становника.
| 1936. | 1951. | 1961. | 1971. | 1981. | 1991. | 2001. | 2011. |
| ----- | ----- | ----- | ----- | ----- | ----- | ----- | ----- |
| 2.455 | 3.411 | 6.105 | 6.176 | 6.604 | 7.063 | 7.653 | 8.770 |